# Малх
Малх — карфагенський полководець і державний діяч 6 століття до н. е.
У 550-х призначений головнокомандувачем («рабімаханатом») карфагенського війська і керував ним під час «великих війн» в Африці. Переміг племена максіїв і звільнив місто від обов'язку сплачувати їм данину. Десяту частину здобичі командувач у супроводі свого сина відіслав до Тіра. На думку деяких дослідників після цього став першим суфетом Карфагену, що був аналогом фінікійського терміна суддя.
Започаткував карфагенську експансію на Сицилії, уклав союз з елімами, підпорядкував Карфагену фінікійські колонії на заході острова і встановив контроль над землями сіканів. У 545-540 до н. е. воював на Сардинії. Зокрема, зруйнував непокірну фінікійську колонію Кукуред, поруч з яким заснував уже карфагенський Каларіс (сучасний Кальярі). Однак надалі військова кампанія складалася невдало і ашарат засудив Малха до вигнання — разом з усім його військом.
У відповідь Малх переправив військо до Карфагена і захопив владу у місті. Члени ашарату на чолі із Ганноном були страчені, а народу оголосили про відновлення «справедливих старих законів». За стилем правління влада Малха загалом нагадувала давньогрецьку тиранію. Супротивники підозрювали, що він хоче стати царем, проте публічно він таких намірів не висловлював, вочевидь розуміючи непопулярність такого кроку серед громади. Проте врешті-решт проти Малха виступив навіть його власний син Карталон, за що був страчений. Обурений народ невдовзі повстав і розправився із самим Малхом (приблизно у 538 до н. е.).